# مايك كينيدي (لاعب كرة قاعدة)
مايك كينيدي (بالإنجليزية: Mike Kennedy)‏ هو لاعب كرة قاعدة أمريكي، ولد في 21 مايو 1969.

## وصلات خارجية
- مايك كينيدي على موقعبيزبول رفرنس.كوم (الدوري الثانوي) (الإنجليزية)